# Pravoslaven, Plovdiv
Pravoslaven (în bulgară Православен) este un sat în comuna Părvomai, regiunea Plovdiv,  Bulgaria. 

## Demografie
Componența etnică a satului Pravoslaven
     Turci (63,8%)
     Bulgari (33,87%)
     Romi (1,39%)
     Nicio identificare (0,92%)
La recensământul din 2011, populația satului Pravoslaven era de 431 locuitori. Din punct de vedere etnic, majoritatea locuitorilor (63,8%) erau turci, existând și minorități de bulgari (33,87%) și romi (1,39%). Pentru 0,92% din locuitori nu este cunoscută apartenența etnică.